# ハーン - ケルン線
ハーン - ケルン線（ドイツ語: Bahnstrecke Haan-Gruiten–Köln-Mühlheim）はハーン・グルーテン駅とケルン・ミュールハイム駅を結ぶ幹線鉄道路線である。この路線はヴッパータール - ケルン区間の遠距離列車および中距離列車運行の主な路線で、電車線が全区間に設置されている。

## 歴史
ベルク＝マルク鉄道（Bergische-Märkische Eisenbahn, BME）はグルーテン駅でこの路線の建設工事を開始した。1867年9月25日に最初の開通区間は南の方向に直線で建設されて、オーリクス・ヴァルト駅（現在ゾーリンゲン中央駅）を経てオプラーデンに至った。この路線は1868年4月8日にミュールハイム（ライン）BME駅まで延長されて、BME駅は現在のウィーン広場にあったミュールハイムCME駅の東側に隣接していた。ミュールハイム区にあった、当時の経路はケルン路面電車4系統の経路とほとんど一致する。1882年BME国有化の際に、この路線はエルバーフェルト管理局により運営されることとなった。
1909年に洪水危険と用地確保の難点のため、ミュールハイム市街地区間が廃止されて、この路線は既存のケルン - ハム線のミュールハイムRhE駅（現在ケルン・ミュールハイム駅）と連結された。
1949年8月4日にマンフォルトの踏切で、夏休み中の児童たちが積み込まれたフルトレーラーがD99急行列車と衝突する事故が発生した。事故原因は遮断機が降りていたが、貨物自動車が無理に踏切へ進んだことであった。この事故で18人が死亡し、12人が怪我を負った。
ミュールハイム - コブレンツ線がこの路線と隣接するように移設されて、2015年夏にはオプラーデン駅舎がそのために撤去された。駅の現代化プロジェクトの過程で乗降場が高さ76 cmで改築されて、駅の歩道橋は2015年12月に完工された。

## 運行形態
この路線で通行するICE列車およびIC列車は、ハーゲン、ヴッパータール、ケルンで停車して、コブレンツ方面あるいは高速線を通じてフランクフルト方面に走行する。ICE10系統列車はハム駅で分割・併結されて、この路線を経由し1時間間隔で通行している。次の列車はゾーリンゲン駅で停車する。
- ICE 91: ドルトムント - ハーゲン - ヴッパータール - ゾーリンゲン - ケルン - コブレンツ - マインツ - フランクフルト - ヴュルツブルク - ニュルンベルク - レーゲンスブルク - パッサウ - リンツ - 聖ポェルテン - ウィーン・マイドリング - ウィーン。
- IC 55: ドレスデン - ライプツィヒ - ハノーファー-ビーレフェルト - ハム - ドルトムント - ハーゲン - ヴッパータール - ゾーリンゲン - ケルン。120分間隔。

地域輸送の場合、ハーン・グルーテン - ゾーリンゲン区間ではライン＝ルール運輸連合（Verkehrsverbund Rhein-Ruhr, VRR）の運賃システムが適用される。ゾーリンゲン - ケルン・ミュールハイム区間はラインジーク運輸連合（Verkehrsverbund Rhein-Sieg, VRS）の運賃システム区域である。
- 快速列車（RE 7）: (ライネ - グレーヴェン - ミュスター -) ハム - ウナ - ハーゲン - オーバーバルメン - ヴッパータール - ゾーリンゲン - オプラデーン - 見本市＝ドイツ - ケルン - ボン - メーレン。60分間隔。ナショナル・エキスプレス鉄道所属。使用車両はタレント2。
- 普通列車（RB 48）: オーバーバルメン - ヴッパータール - フォーヴィンケル - ハーン・グルーテン - ハーン - ゾーリンゲン - ライヒリンゲン - オプラーデン - マンフォルト - ミュールハイム - 見本市＝ドイツ - ケルン - ボン - メーレン。30分間隔。ナショナル・エキスプレス鉄道所属。使用車両はRE 7と同じ。